# Налбандян Тигран Ваанович
Тигран Налбандян (вірм. Նալբանդյան Տիգրան Վահանի; 5 червня 1975, Єреван — 28 червня 2025) — вірменський шахіст, гросмейстер від 2004 року.

## Шахова кар'єра
1991 року виступив у фіналі чемпіонату СРСР серед юніорів до 18 років. У 1992 році представляв Вірменію на чемпіонаті Європи серед юніорів до 20 років, який відбувся в Сас ван Генті, а в роках 1994 (у Матіньюс) та 1995 (у Галле) – на чемпіонаті світу в тій самій віковій категорії (1995 року поділив 5-10 місце). 1996 року виступив у складі другої збірної країни на шаховій олімпіаді, яка відбулась у Єревані.
1993 року поділив 2-ге місце (позаду Смбата Лпутяна, разом з Георгієм Багатуровим на зональному турнірі (відбіркового циклу чемпіонату світу) в Протвіно, а в 1996 році поділив 3-тє місце (позаду Зураба Стуруа і Георгія Качеїшвілі, разом із, зокрема, Володимиром Тукмаковим, Володимиром Маланюком та Ігорем Новіковим) на турнірі за швейцарською системою в Єревані. 1998 року виграв у Єревані чемпіонат Вірменії, виконавши першу гросмейстерську норму. 2002 року переміг у відкритому турнірі фестивалю Dortmunder Schachtage в Дортмунд. 2003 року виконав ще дві гросмейстерські норми, в Каппель-ла-Гранд і в Алушті (де посів 1-ше місце), а у 2004 році, після досягнення необхідного рейтингу, ФІДЕ присудила йому цей титул. Також 2004 року поділив 3-тє місце (позаду Павла Смірнова та Василя Іванчука, разом із, зокрема, Кареном Асряном, Звіадом Ізорією і Олександром Арещенком) на меморіалі Тиграна Петросяна в Єревані. 2007 року поділив 1-ше місце (разом із, зокрема, Левом Гутманом) у Дортмунді, повторивши це досягнення і 2010 року (разом з Томасом Генріксом і Михайлом Зайцевим).
Найвищий рейтинг Ело в кар'єрі мав станом на 1 жовтня 2005 року, досягнувши 2527 очок займав тоді 11-те місце серед вірменських шахістів.

## Зміни рейтингу
| На цьому місці має відображатися графік чи діаграма, однак з технічних причин його відображення наразі вимкнено. Будь ласка, не видаляйте код, який викликає це повідомлення. Розробники вже працюють для того, щоби відновити штатне функціонування цього графіка або діаграми. | |
| | На цьому місці має відображатися графік чи діаграма, однак з технічних причин його відображення наразі вимкнено. Будь ласка, не видаляйте код, який викликає це повідомлення. Розробники вже працюють для того, щоби відновити штатне функціонування цього графіка або діаграми. |